# مری گالستیان
مری گالستیان (ارمنی: Մերի Արսենի Գալստյան زاده ۱۹ ژوئیهٔ ۱۹۸۸) سیاستمدار و دانشمند علوم سیاسی اهل ارمنستان که از تاریخ ۲۰۱۹ تا کنون نمایندگی دوره‌های هفتم و هشتم مجلس ملی جمهوری ارمنستان را برعهده دارد.

## زندگی‌نامه
وی در ۱۹ ژوئن ۱۹۸۸ در ایروان به دنیا آمد و از دانشگاه دولتی زبان‌ها و علوم اجتماعی بروسوف ایروان فارغ‌التحصیل گشت. 